# 万县市 (地级市)
地级万县市，前身为万县地区，为中国四川省已经撤销的一个地级市，行政区域包括今重庆市下辖的万州区、开州区、梁平县、忠县、云阳县、奉节县、巫山县、巫溪县、城口县等地，曾使用机动车号牌前缀川M、电话区号0819、行政区划代码511200。

## 历史沿革
- 民国二十四年（1935）6月，四川省第九行政督察区在万县市设立，辖万县市、万县、开县、忠县、云阳、奉节、巫山、巫溪、城口1市8县。10月，万县市并入万县。[1]
- 1949年12月15日，万县专区设立，代管县级万县市，辖万县、开县、忠县、云阳、奉节、巫山、巫溪、城口、石砫9县。1952年12月20日，万县市由万县专区管辖。[1]
- 1953年，原大竹专区所属梁平县划入万县专区。辖1市、9县。[1]
- 1968年5月，万县专区改名为万县地区[2]，地区驻万县市。辖万县市及万县（驻沙河镇）、开县、城口（驻复兴镇）、巫溪、巫山、奉节、云阳、忠县、梁平等9县。
- 1992年12月国务院撤销万县地区建制设万县市（地级），辖龙宝区、天城区、五桥区、开县、梁平县、忠县、云阳县、奉节县、巫山县、巫溪县、城口县3区8县[3]。
- 1997年12月20日，四川省万县市撤销，并入新设立的重庆直辖市。设立重庆市万县移民开发区，下辖龙宝区、天城区、五桥区、并代管开县、忠县、云阳县、奉节县、巫山县、巫溪县，梁平、城口2县由重庆市直辖[4]。
- 1998年6月，万县移民开发区和万县区分别更名为万州移民开发区和万州区正式挂牌成立。[5]